# Dobermannsdorf
Dobermannsdorf ist ein Ort, eine Ortschaft und eine Katastralgemeinde in der Marktgemeinde Palterndorf-Dobermannsdorf im Bezirk Gänserndorf in Niederösterreich. Die Ortschaft hat 738 Einwohner (Stand 1. Jänner 2024).

## Lage
Das Breitstraßenangerdorf Dobermannsdorf befindet sich im nordöstlichen Weinviertel.

## Geschichte
Es gibt Funde zur Bronzezeit, Latènezeit und zu einer slawischen Besiedlung im 9. Jahrhundert. Urkundlich wurde der Ort 1221 genannt. Im Jahr 1822 wurde der Ort als Dorf mit 76 Häusern genannt, das über eine Pfarre und eine Schule verfügte. Die Herrschaft Rabensburg besaß die Ortsobrigkeit, übte die Landgerichtsbarkeit aus und besorgte die Konskription. Die Untertanen und Grundholde des Ortes gehörten den Herrschaften Rabensburg, Hauskirchen, Zistersdorf, Poysbrunn und Pfarre Prinzendorf. Laut Adressbuch von Österreich waren im Jahr 1938 in der Ortsgemeinde Dobermannsdorf ein Tierarzt, eine Bäckerin, eine Bierniederlage, ein Fleischer, ein Friseur, ein Fuhrwerker, zwei Gastwirte, sieben Gemischtwarenhändler, ein Glaser, zwei Rohproduktehändler, ein Schlosser, zwei Schmiede, eine Schneiderin, vier Schuster, drei Stechviehhändler, zwei Tischler, zwei Wagner, ein Zimmermeister und mehrere Landwirte ansässig. Des Weiteren gab es ein Lagerhaus, eine landwirtschaftliche Genossenschaft, eine Milchgenossenschaft und eine Mühle. Gegen Ende des Zweiten Weltkrieges wurden von September 1944 bis Mai 1945 ungarische Juden als Zwangsarbeiter auf einer Baustelle und für Arbeiten bei Erdölbohrungen eingesetzt.
Zum 1. Jänner 1972 wurde mit der NÖ. Kommunalstrukturverbesserung die Gemeinde Dobermannsdorf mit der Gemeinde Palterndorf zusammengelegt.

## Verbauung
Der Ortskern verläuft parallel zur Zaya. Der Ort hat eine durchgehend geschlossene meist eingeschoßige traufständige Verbauung mit einer leichten zeiligen Erweiterung nach Norden und am südlichen Ortsausgang. Es gibt Zwerchhöfe meist als Gassenfronthäuser vielfach mit Längslauben. An den Hintausstraßen befinden sich Gruppen von Längs- und Querscheunen. Es gibt Kellergassen an der Hausbrunnerstraße in lockerer Zeile zumeist giebelständig.

## Öffentliche Einrichtungen
In Dobermannsdorf befindet sich eine Volksschule.

## Kultur und Sehenswürdigkeiten

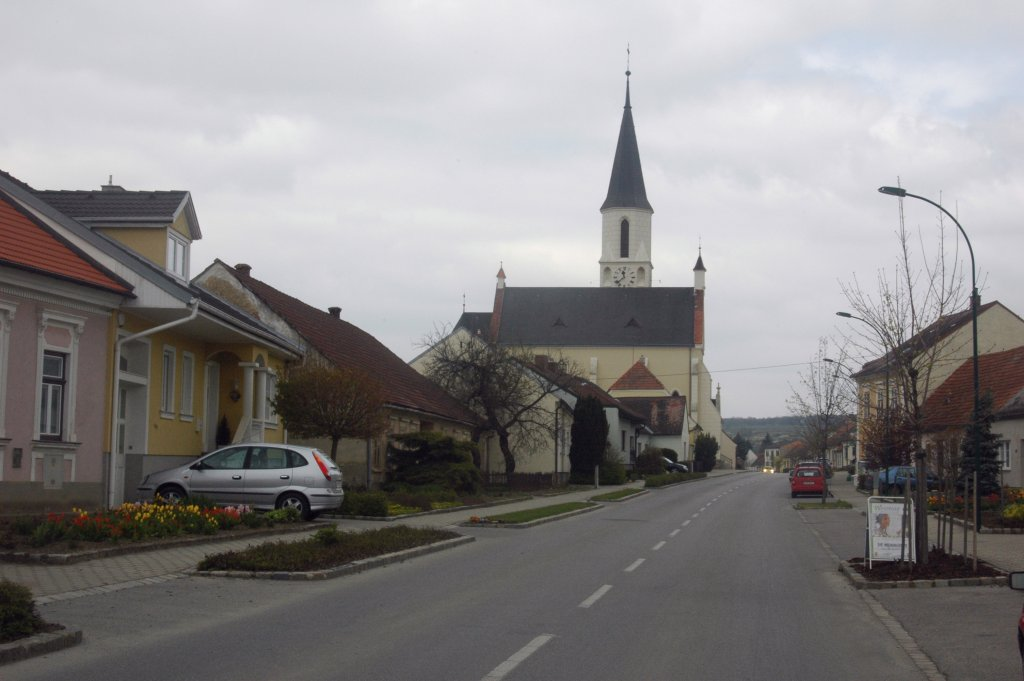
Pfarrkirche Dobermannsdorf

- Katholische Pfarrkirche Dobermannsdorf hl. Andreas
- Pfarrhaus
- Ehemalige Schule als Zwerchhof
- Romantische Kellergassen
- Spätgotischer Tabernakelbildstock aus dem Ende des 15. Jahrhunderts am südlichen Ortsausgang
- Barocke Figur Johann Nepomuk 1746 am nördlichen Ortsausgang